# Włodawa (gromada)
Włodawa – dawna gromada, czyli najmniejsza jednostka podziału terytorialnego Polskiej Rzeczypospolitej Ludowej w latach 1954–1972.
Gromady, z gromadzkimi radami narodowymi (GRN) jako organami władzy najniższego stopnia na wsi, funkcjonowały od reformy reorganizującej administrację wiejską przeprowadzonej jesienią 1954 do momentu ich zniesienia z dniem 1 stycznia 1973, tym samym wypierając organizację gminną w latach 1954–1972.
Gromadę Włodawa z siedzibą GRN w mieście Włodawie (nie wchodzącym w jej skład) utworzono 1 stycznia 1958 w powiecie włodawskim w woj. lubelskim z obszarów zniesionych gromad Orchówek, Sobibór i Suszno oraz obszarów gajówek Adamki i Tarasiuki, kolonii Darczyn i wsi Luta ze zniesionej gromady Żdżarka w tymże powiecie.
1 stycznia 1962 do gromady Włodawa włączono wsie Krasówka i Żuków, kolonię Połód oraz PGR Korolówka ze zniesionej gromady Żuków w tymże powiecie.
1 stycznia 1969 do gromady Włodawa włączono wsie Konstantyn, Różanka i Stawki ze zniesionej gromady Różanka w tymże powiecie.
Gromada przetrwała do końca 1972 roku, czyli do kolejnej reformy gminnej. 1 stycznia 1973 w powiecie włodawskim reaktywowano zniesioną w 1954 roku gminę Włodawa.